# Nazionale maschile di pallacanestro dell'Islanda
La nazionale maschile di pallacanestro dell'Islanda partecipa alle competizioni internazionali maschili di pallacanestro organizzate dalla FIBA. È gestita dalla Federazione cestistica dell'Islanda.

## Storia
La nazionale ha ottenuto una storica qualificazione a Eurobasket 2015.
Ha vinto due edizioni della Promotion Cup nel 1988 e nel 1990.

## Piazzamenti
Europei
- 2015 - 21°
- 2017 - 24°

## Formazioni

### Europei
Campionato europeo maschile di pallacanestro 20153 Hermannsson, 4 Kàrason, 5 Nathanaelsson, 6 Sigurðarson, 8 Bæringsson, 9 Stefánsson, 10 Magnússon, 13 Vilhjálmsson, 14 Gunnarsson, 15 Ermolinskij, 24 Pálsson, 29 Steinarsson,        All. Craig Pedersen
Campionato europeo maschile di pallacanestro 20171 Hermannsson, 3 Steinarsson, 6 Acox, 8 Bæringsson, 9 Stefánsson, 10 Friðriksson, 13 Vilhjálmsson, 14 Gunnarsson, 15 Ermolinskij, 24 Pálsson, 34 Hlinason, 88 Björnsson,        All. Craig Pedersen

## Nazionali giovanili
- Selezioni giovanili della nazionale maschile di pallacanestro dell'Islanda